# ديريك بوير
ديريك بوير (بالإنجليزية: Derek Boyer)‏ هو ممثل أسترالي، ولد في 14 يونيو 1969 في فيجي.

## أعمال

### أفلام
- (2006)  ميت أو حي[4]

## وصلات خارجية
- ديريك بوير على موقع IMDb (الإنجليزية)
- ديريك بوير على موقع قاعدة بيانات الفيلم (الإنجليزية)